# Kevin O’Higgins (Jurist)
Kevin O’Higgins (* 1946) ist ein irischer Jurist. 

## Leben
Kevin O’Higgins ging von 1953 am Crescent College in Limerick und am Clongowes Wood College in Clane zur Schule und absolvierte dann ein rechtswissenschaftliches Studium am University College Dublin. Er legte das Barristerexamen am King’s Inns und wurde 1968 Rechtsanwalt (Barrister). 1982 wurde er Senior Counsel.
Bereits 1986 wurde er Richter am Circuit Court in Dublin. 1997 wurde er an den High Court berufen. Von 2008 bis 2013 war er Richter am Gericht der Europäischen Union (zunächst Gericht erster Instanz). 
Kevin O’Higgins ist verheiratet und hat vier Kinder.